# Julius Berstl
Julius Berstl (Pseudonyme: Albert Kaufmann, Gordon Mitchell) (* 6. August 1883 in Bernburg (Saale); † 8. Dezember 1975 in Santa Barbara (Kalifornien)) war ein deutscher (seit 1947 britischer) Schriftsteller.

## Leben
Julius Berstl war der Sohn eines jüdischen Schauspielers und Theaterdirektors; seine Mutter, die einer christlichen Familie entstammte, war ebenfalls Schauspielerin. Berstl studierte von 1902 bis 1903 Anglistik an den Universitäten in Göttingen und Leipzig; er brach das Studium ab und war von 1909 bis 1924 als Dramaturg an den von Victor Barnowsky geleiteten Berliner Bühnen Kleines Theater Unter den Linden und Lessing-Theater tätig. Ab 1921 war er Mitarbeiter des Drei-Masken-Verlages und später Inhaber des Gustav-Kiepenheuer-Bühnenvertriebs. Bereits 1933 wurde von den nationalsozialistischen Machthabern ein Publikationsverbot gegen ihn verhängt; 1935 verweigerte man ihm die Mitgliedschaft in der Reichsschrifttumskammer. Berstl emigrierte daraufhin 1936 mit seiner Familie ins Vereinigte Königreich. Zu Beginn des Zweiten Weltkriegs war er einige Monate lang in einem Lager in der Nähe von Liverpool interniert. Danach lebte er in London und arbeitete von 1943 bis 1951 als Übersetzer und Autor für die BBC.
Nach seiner Pensionierung im Jahre 1951 übersiedelte Berstl mit seiner Familie in die Vereinigten Staaten. Er lebte dort bis 1964 als freier Schriftsteller im New Yorker Stadtteil Flushing. Nach dem Tod seiner Frau ging er nach Kalifornien und verbrachte seine letzten Lebensjahre in Santa Barbara.
Julius Berstls literarisches Werk umfasst seinerzeit vielgelesene Romane und Theaterstücke; während seiner Tätigkeit für die BBC entstanden zahlreiche Hörspiele zu biblischen Themen, die speziell für die Ausstrahlung in die Sowjetzone konzipiert waren. Diese bildeten auch die Grundlage für den biografischen Roman Paulus von Tarsus. Berstls umfangreicher Nachlass befindet sich in der Bibliothek der University of Southern California in Los Angeles.

## Werke
- Ihavatrathe, Berlin 1907
- Der Phantast, Berlin 1908
- Schwarz-Rot-Gold, Dresden 1909
- Nannettchen und die Liebe, Dresden 1910
- Zehn Jahre Kleines Theater, Berlin 1911
- Arme Eva, Berlin 1916
- Überall Molly und Liebe, Berlin 1920
- Hans Hagenbutt, Hamburg [u. a.] 1922
- Der lasterhafte Herr Tschu, Leipzig 1922
- Lichtenbergs Idyll, Berlin 1922
- Das Bild im Spiegel, Braunschweig 1924
- Aini, Braunschweig 1925
- Kämpfende Amazone, Braunschweig 1925
- Plimplamplauz, Braunschweig 1925
- Dover-Calais, Braunschweig 1926
- Die Fahrt ins Rosenrote, Braunschweig 1926
- Scribbys Suppen sind die besten, Berlin 1929
- Napoleon der andere, B.-Wilmersdorf 1930
- Endlich ein Käufer!, Wien [u. a.] 1932
- Hier bin ich, hier bleib' ich, Berlin-Charlottenburg 1933
- Pech muß man haben!, Berlin 1933
- The sun's bright child, London 1946
- Die Gefangenen Gottes, Stuttgart 1948
- Odyssee eines Theatermenschen, Berlin-Grunewald 1963
- Berlin Schlesischer Bahnhof, Berlin 1964. Neuausgabe: Mit einem Nachwort von Klaus Völker. Berlin: Quintus-Verlag, 2022. ISBN 978-3-96982-051-3.
- Paulus von Tarsus, Stuttgart 1965

## Verfilmungen
- 1931: Nie wieder Liebe

## Herausgeberschaft
- Lachende Lieder seit anno 1800, Leipzig 1909
- Weißt du noch?, Leipzig 1914
- 25 Jahre Berliner Theater und Victor Barnowsky, Berlin 1930

## Übersetzungen
- Frederick Lonsdale: Mrs. Cheney's Ende, Berlin 1927
- Frederick Lonsdale: Zur gfl. Ansicht, Berlin 1927